# Bomilcar
Pour les articles homonymes, voir Bomilcar (homonymie).
Sauf précision contraire, les dates de cet article sont sous-entendues « avant l'ère commune » (AEC), c'est-à-dire « avant Jésus-Christ ».
Bomilcar (en punique : Bodmelqart), décédé en 308, est un roi, suffète et général carthaginois devenu seul le général en chef à la mort de Hannon en 310 av. J.-C..
Il est vaincu par les forces d'Agathocle de Syracuse et d'Ophellas, gouverneur de Cyrène, réunies en 309. Il serait passé à l'ennemi si des dissensions n'étaient pas apparues chez les vainqueurs après l'assassinat d'Ophellas.
Ayant appris la mort de son parent Hamilcar en Sicile, il en profite pour se faire reconnaître magistrat suprême et tente d'instaurer une tyrannie populaire à Carthage. L'oligarchie de Carthage fait cependant échouer ce coup d'État et Bomilcar périt crucifié en 308 sur la place de la cité.

Arbre généalogique de la famille des Barcides.